# Guntakal
Guntakal (Telugu గుంతకల్లు Guntakallu) ist eine Stadt im indischen Bundesstaat Andhra Pradesh.
Die Stadt ist Teil des Distrikt Anantapur. Guntakal hat den Status einer Municipality. Die Stadt ist in 23 Wards gegliedert.

## Klima
Selbst im Sommer hat die Stadt aufgrund ihrer Höhenlage niedrigere Temperaturen als der Rest des Staates, der ein tropisches Klima besitzt.

## Demografie
Die Einwohnerzahl der Stadt liegt laut der Volkszählung von 2011 bei 126.270. Guntakal hat ein Geschlechterverhältnis von 1009 Frauen pro 1000 Männer und damit einen für Indien seltenen Frauenüberschuss. Die Alphabetisierungsrate lag bei 74,9 % im Jahr 2011. Knapp 71 % der Bevölkerung sind Hindus, ca. 25 % sind Muslime und ca. 4 % gehören einer anderen oder keiner Religion an. 10,4 % der Bevölkerung sind Kinder unter 6 Jahren.

## Infrastruktur
Die Stadt ist über einen eigenen Bahnhof und einen National Highway mit dem nationalen Schienen- bzw. Straßennetz verbunden.